# Gal Gjurin
Gal Gjurin [gáu̯ džurín, gála džurína], znan tudi kot Gal George [gêu̯ džórč, gêla džórdža] ali Gal George Gjurin [gêu̯ džórč džurín, gêla džórdža džurína], slovenski in kanadski glasbenik, pevec, multiinštrumentalist, glasbeni producent, skladatelj, založnik, pesnik in pisatelj, * 12. november 1978, Ljubljana, Slovenija.

## Biografija in sorodstvene vezi
Kmalu po rojstvu je z očetom in materjo odšel v Kansas v Združene države Amerike, kjer je oče dobil profesuro na ameriški Univerzi v Kansasu in kasneje drugod po ZDA. Od tam je kasneje odpotoval v Kanado, v vzhodni Toronto (Oshawa), kjer je, poleg Slovenije, pri starih starših v Kanadi preživel del otroštva in najstniških let. Po opravljenem veterinarskem izpitu na BIC in splošni maturi se je vpisal na ljubljansko Filozofsko fakulteto, smer slovenistika  in sociologija kulture. Njegov oče je slovenski in angleški jezikoslovec, prevajalec, lektor, univerzitetni profesor ter mladinski igralec Velimir Gjurin, njegova sestra pa slovenska pevka, likovnica in pedagoginja Severa Gjurin. Živi in ustvarja med Slovenijo/Evropo in Kanado/ZDA in je po materi državljan Kanade. Njegova daljna sestrična in bratranec sta igralca Manca Dorrer in Jurij Zrnec. Je oče dveh otrok.

## Delo
Gjurin je do leta 2020 izdal sedemnajst avtorskih albumov: Gal Gjurin – Mesto in Mesto (studijski album, 2002), Projekt Mesto – Minute? (studijski album, 2003), Projekt Mesto – Ivanova vrnitev (studijski album, 2003), Olivija – Med moškim in žensko (studijski album, 2004), Olivija – Brez sramu in brez strahu (studijski in živi album, 2005), Gal in Galeristi – Fetiš (studijski album, 2007), Gal Gjurin – Srce (studijski album, 2008), Gal in Galeristi – Fetiš Suprême (studijski album, 2008), Olivija – Kjer je toplo (studijski album, 2009), Gal Gjurin – Duša in telo (dvojni studijski album, 2012), Gal Gjurin in Simfonični orkester Cantabile – Cantabile (dvojni album v živo, 2014), Gal Gjurin in Temna godba – Temna godba (studijski album, 2015), Gal George Gjurin − C (dvojni studijski album, 2020), Gal Gjurin & Severa Gjurin − Srčno, v živo (enojni živi album, 2020).
Leta 2009 je v Sloveniji ustanovil lastno založbo, Diskografsko hišo HAD, leta 2018 pa tudi v Kanadi, OSH Publishing Canada.
Razpon Gjurinove glasbe sega od kantavtorskega ustvarjanja preko jazza, svobodno improvizirane glasbe, orkestralne, komorne in popularne glasbe, tanga, šansona, etno glasbe, garažnega punka do rocka. Njegove avtorske pesmi so povečini osebnoizpovedne. V inštrumentalnih, komornih in simfoničnih skladbah (trostavčni Koncert za pikolo trobento in simfonični orkester, skladba Alfa Centauri za solo violino in simfonični orkester, Stavek za oboo za solo oboo in simfonični orkester, svečana Božična uvertura za ženski glas, mešani zbor in orkester, Ples klovnov za simfonični orkester itd.) spaja prvine srednjeveške glasbe, baroka, klasicizma, nove romantike, modernizma in elektronske glasbe.
Gjurin je začel pisati poezijo in glasbo v nastniških letih, prvo skladbico za klavir je zložil pri šestih letih. V študentskih letih je vodil glasbeni program v ljubljanskem jazzovskem klubu Franky's bar v hotelu Austrotel, ter v ljubljanskih klubih OrtoBar, Geonavtik, BiKofe itd. Hkrati se je v Kanadi udeleževal širše torontske klubske scene, predvsem kot vokalist in pianist. Kot basist je Sloveniji igral v različnih zasedbah, najbolj aktivno v takratnem jazzovsko-bluesovskem kolektivu El-džabl-džejna (1999–2001), s katerim so maja 2000 posneli gradivo za zgoščenko, ki pa v uradni tiskani obliki ni nikoli izšla.
Leta 2002 je izšla njegova prva pesniška zbirka Mesto, za katero je bil Gjurin istega leta nominiran za avtorja najboljšega knjižnega prvenca. Gjurin je bil v letih 2001 in 2002 organizator in pobudnik Festivala poezije in glasbe 69. Njegova skladba Brez sramu in brez strahu je bila nagrajena na Festivalu slovenskega šansona 2005. V slovenski glasbi je med širšo radijsko in koncertno publiko najbolj znan po uspešnicah Kaj vse bi dal, Čas bo na moji strani, Knjiga obrazov, Kadar sva sama, Dva, ki ležita, Sneg, Srce, Nariši nov dan itd.. Leta 2010 je kot avtor, producent in izvajalec skupaj z Matevžem Šaleharjem Hamom na povabilo RTV SLO nastopil na festivalu EMA (Eurovision Song Contest 2010) s pesmijo Črni konji čez nebo, ki je postala najbolj predvajana avtorska skladba na slovenskih nacionalnih radijiih leta 2010.
Od slovenskih skladateljev so na Gjurina kompozicijsko vplivali med drugimi Ati Soss, Jože Privšek, Bojan Adamič, Marjan Kozina, Mojmir Sepe, Jure Robežnik, Marij Kogoj, Janez Gregorc in Demetrij Žebre, od neslovencev pa Gil Evans, Miles Davis, John Coltrane, Igor Stravinski, Peter Iljič Čajkovski, Maurice Ravel, Claude Debusssy, Jimi Hendrix, Johann S. Bach, Michel Legrand, Paul Simon, Joni Mitchell, Oscar Peterson, Astor Piazzola, Thelonious Monk, George Gershwin, Sergej Prokofjev, Sergej Vasiljevič Rahmaninov in drugi.
Med letoma 1993 in 2008 so pod njegovim vodstvom delovale glasbene skupine: punkerski Pogojno užitni in Adivaljaver, psihedelični Klodvikovo Satje, etno-rockovski Eppur si muove, bluesovski Vzhodno od raja, jazzovski El-džabl-džejna, LejGaDejGa in Not interested, glasbeno-teatrska Orjaška Rozabunda, literarno-likovno-glasbeni Projekt Mesto, mešano žanrska Olivija ter spremljevalna modernistična zasedba Galeristi.

## Albumi
Med moškim in žensko (Olivija)
Zgoščenka je izšla leta 2004 in vsebuje 11 skladb, od tega sta dve instrumentalni. Žanrsko prevladujeta jazz in etno, pogosti so tudi funk vzorci, nekaj je rocka in popa. Glasba je močno zaznamovana z zvokom harmonike in piščali oziroma klarineta, čeprav imajo vidno vlogo tudi kitare. Teme so ljubezenske, razpenjajo se med moškim in žensko ter se ukvarjajo z njunim medsebojnim odnosom. Najbolj znana skladba z albuma je Kadar sva sama, ki jo poje Gjurinova sestra Severa.
Brez sramu in brez strahu, Kjer je toplo (Olivija)
Album Brez sramu in brez strahu je naslovljen po skladbi, nagrajeni na Festivalu slovenskega šansona 2005. Plošča vsebuje nekaj živih izvedb (Izštekani z Juretom Longyko, 2005) in remixov (Aldo Ivančič), pospremljena pa je bila z bogatim dokumentarnim fotografskim izborom Mihe Golarja in obsežnim Gjurinovim predgovorom. Kjer je toplo je kompilacija, na njej so pet let stari posnetki, ki so pridobili novo zvočno in likovno podobo.
Fetiš (Gal in Galeristi)
Na albumu, ki je izšel leta 2007, je 12 skladb, od katerih so tri inštrumentalne in devet vokalnih. Naslov med drugim opozarja na izgubo pozitivnega odnosa do albuma (fetiša), bodisi v obliki vinilne plošče, kasete ali zgoščenke. Album je zmes popevke, šansona, rocka, popa, jazza, bluesa, countryja, reggaeja, hip-hopa, orientalske in balkanske glasbe ter sodobne elektronske glasbe. Gre za spoj klasičnega analognega (vokali, klavir, hammond orgle, rhodes, godala, trobila) z digitalnim (beati, sintetizatorji, produkcija). Besedila so povečini preprosta in ljubezenska, pa tudi temačna: hrepenenje po preteklosti, obljube, trpljenje, izgubljena ljubezen.
Srce
Gjurinov osmi samostojni album in vsebuje 12 pesmi. Gjurin je avtor besedil, glasbe, producent in aranžer. Album je bolj akustičen kot prejšnji izdelki, a s pridihom rocka, s primesmi countryja in bluesa. Skladbe pripovedujejo predvsem o ljubezni in nežnostih. Pesem Dva, ki ležita govori o noči, kjer sta 'ona' in 'on'. Ko se čas upočasni, ju ljubezen in užitek dvigneta od zemlje in postaneta eno ter se ljubita. V pesmih Kaj vse bi dal in Daleč hrepeni po dekletu, ki ga je zapustilo, on pa jo ima še vedno rad. V pesmi Nekoč, nekje govori o boju z življenjem in samim sabo.
Duša in telo
Duša in telo je dvojni album, ki je izšel leta 2012 in vsebuje 22 skladb različnih žanrov: popa, rocka, etna, celo elementov baročne in klasične glasbe. Poudarek je predvsem na besedilih, v katerih odsevajo dogodki v Gjurinovem poklicnem in zasebnem življenju. V pesmi Duša vran kljuje dušo, na koncu pa človek sam postane vran, ko preide v tišino večnosti in se notranje pomiri. V tišini, Sneg, A me slišiš še, Ples v slovo so ljubezenske pesmi, v Sedemnajst se vrača v najstniška leta, Knjiga obrazov pa je »oda« ljubezni preko Facebooka.

## Producentsko delo
Kot glasbeni producent Gjurin ustvarja pretežno v svojih dveh matičnih studijih: Studiu HAD v Ljubljani, Slovenija, in Studiu OSH, v Oshawi, Toronto, Ontario, Kanada. Pred tem je bil dejaven kot producent pretežno svojih avtorskih projektov v Studiu 26 in Studiu 14 na Radiju Slovenija ter zasebnih profesionalnih studijih Resnevem, studiu Tivoli, studiu Helidon, studiu Metro in studiu Fono.
Od leta 2007 dalje je ključno sodeloval pri nastanku desetih studijskih in koncertnih albumov kantavtorja Vlada Kreslina: Cesta, Drevored, Če bi midva se kdaj srečala, Kaj naj ti prinesem, draga?, trojnem albumu Čarobnice itd.). Kot soavtor, aranžer, izvajalec in izvršni glasbeni producent je podpisan pod osrednje Kreslinove radijske in koncertne uspešnice med letoma 2007 in 2019, kot so Z Goričkega v Piran, Cesta, Abel in Kajn, Ena pesem, Okna na stežaj, Stari komadi, Kaj naj ti prinesem, draga?, Moji dnevi, Sami naši, S tabo je izi in druge.

## Glasbena sodelovanja
Gal George Gjurin je v svoji 20-letni karieri sodeloval s številnimi regijskimi, evropskimi in svetovnimi imeni različnih glasbenih usmeritev, generacij in žanrov, kot so Mary Coughlan (Irska, kantavtorica), Rade Šerbedžija (Hrvaška/ZDA, igralec, šansonjer), Reggie Workman (ZDA, John Coltrane Quartet, Art Blakey and The Jazz Messengers, kontrabasist), Mike Little (Kanada, klaviaturist in skladatelj), Allan Taylor (Velika Britanija, kantavtor), Veronica Charnley (Kanada/Francija, kantavtorica in skladateljica), Frode Barth (Norveška, Chet Baker Quartet, kitarist in skladatelj), Oana Avasilichioaei (Kanada, pesnica), Sigurður Guðmundsson (Islandija/Norveška, kantavtor in klaviaturist), Josipa Lisac (Hrvaška, pevka), Kate Hosking (Australija, glasbenica, igralka, kantavtorica), Kemal Monteno (Bosna in Hercegovina, kantavtor), Sekou Kouyate (Gvineja – Zahodna Afrika, kora in glas), Adam Bicskey (Madžarska, koncertne cimbale), Hans Theessnick (Nizozemska/Avstrija, bluesovski kitarist in pevec), Guillaume Roussilhe (Francija, pihalec), Doc Scanlon (ZDA, kontrabasist in pevec), Boris Pahor (Italija, pisatelj), Massimo Savić (Hrvaška, pevec in kitarist), African Isingizi Vocal Group (Zimbabve, glasovna skupina), Vlatko Stefanovski (Severna Makedonija, kitarist), Damir Imamović (Bosna in Hercegovina, kantavtor sevdaha), Neno Belan (Hrvaška, kantavtor), Dražen Turina – Šajeta (Hrvaška, kantavtor), Nicholaus Herdieckerhoff (Nemčija, čelist in skladatelj), István Grencsó (Madžarska, jazzovski saksofonist), Cheryl in Emerson Ireland (Kanada, kantavtorja), Ian Sheppard (Velika Britanija, oblikovalec zvoka in mastering inženir) in drugimi.
Redno sodeluje tudi s številnimi slovenskimi glasbeniki različnih generacij, največ s svojo sestro Severo Gjurin. Sodeloval je s pevko Eldo Viler, Neisho, Tomijem Megličem (Siddharta), Janom Plestenjakom, skupinami Dan D, Čedahuči, 2B, Carpe Diem, Jadranko Juras, reperji Trkajem, N'Tokom, Zlatkom Čordičem, kantavtorji Vladom Kreslinom, Dragom Mislejem - Mefom, Janijem Kovačičem idr.
Prireja tudi avtorske glasbene delavnice improvizacije, kompozicije in skupinske igre doma in v tujini, na katerih poučuje predvsem otroke in glasbenike mlajših generacij.

## Kulturno-politično delovanje v RS in EU 2009-2016
Od leta 2009 do leta 2016 se je Gjurin skozi mandate štirih Vlad RS aktivno zavzemal za spremembe odnosa države Slovenije do slovenske glasbe in jezika ter izboljšanje glasbene zakonodaje v RS. 13. septembra 2010 se je kot glavni organizator in pobudnik v okviru Glasbenega foruma GF na 1. slovenskem glasbenem kongresu v Cankarjevem domu, na katerem se je zbralo cca. 600 glasbenikov, zavzel za zaščito slovenskih glasbenikov, kvaliteto glasbe v javnosti ter domače glasbene in splošne kulture. V zvezi z osnutkom Zakona o medijih (Zmed; Ministrstvo za kulturo, min. Majda Širca; 2010) je glasbeni kongres postavil tri osnovne zahteve: prva, vrnitev oddaj na RTV Slovenija, ki morajo spodbujati razvoj in kakovost slovenske glasbene produkcije, žive koncerte, produkcijo videospotov ter vse glasbene zvrsti, ki niso zastopane v komercialno usmerjenih medijih; druga, od Ministrstva za kulturo je Kongres zahteval ustrezno zaščito avtorskih in sorodnih pravic; tretja zahteva pa se je nanašala na člen, ki je po novem predvideval le 15% predvajanje slovenske glasbe na radijskih in televizijskih programih.
V okviru razprav v Državnem zboru RS je Gjurin kot podpredsednik Glasbenega foruma GF leta 2011 izpostavil zlorabo avtorjev in avtorskih pravic, prekupčevanje s pravicami in deleži v ozadju v zameno za vrtenje na radijih, okoriščanje radijskih urednikov z avtorskimi pravicami v zameno za vrtenje, obvezno zaščito mladostnikov pred nekvaliteto komercialnih radijskih in TV programov, izigravanje zakonodaje s strani medijev, milijonske škode za domače in tuje glasbene avtorje, splošno neplačevanje avtorskih pravic glasbenikom, ki ga dopušča ravno politika, obtožil pa je tudi ne dovolj strogo sankcioniranje kršenja kvot slovenske glasbe. Odmevni govor je rezultiral tudi v neuspeli tožbi medijskega mogotca Lea Oblaka, direktorja Radia 1 in največje radijske mreže Infonet, proti Gjurinu. Gjurina je proti Oblaku na sodišču na javni obravnavi podprla polna dvorana glasbenikov in literarnih ustvarjalcev.
Na obletnico rojstva Franceta Prešerna, 3. decembra 2011, je kot glavni organizator izpeljal splošno protestno akcijo Zadnji vlak za kulturo, ki se je je udeležilo cca. 250 kulturnikov (pisateljev, pesnikov, slikarjev, skladateljev, fotografov, plesalcev in novinarjev) iz Slovenije ter zamejstva. Akcija je z javnimi govori pred Prešernovo domačijo v Vrbi na Gorenjskem in kasneje na Bledu v galeriji Deva Puri ostro opozorila na slab odnos politike in zakonodaje do kulture in ustvarjalcev v Sloveniji. Gjurin je za STA in RTV SLO pojasnil, da se družbene ureditve menjajo, kultura pa ostaja ter da nobena politika nima pravice neodgovorno delati s kulturo. Poudaril je, da kultura je in mora biti nad politiko, sistemom in državo. Izpostavil je še, da za odnos med politiko in kulturo pelje "zadnji vlak" ter da je trenutna raven splošne kulture v Sloveniji zaskrbljujoča, saj je, po njegovem mnenju, kultura kljub vsemu temelj družbenih diskurzov, ter da se kultura kot taka tiče tudi gospodarstva in drugih družbenih plasti, s tega stališča pa tvori temelj človeškega bivanja. Dodal je še, da z akcijo opozarjajo na splošno stanje duha. Poleg Gjurina so svoje mnenje kot govorci javno podali tudi Niko Grafenauer, Elza Budau, Marko Kravos, Breda Smolnikar, Pavel Mihelčič, Veno Taufer in drugi. Pisma podpore Zadnjemu vlaku za kulturo so prišla z več strani, mdr. tudi Slavka Avsenika in Vilka Avsenika. S svojo prisotnostjo so akcijo podprli tudi Mojmir Sepe, Jure Robežnik, Andrej Šifrer, Dušan Velkavrh in drugi ustvarjalci različnih generacij in smeri.
Gjurin je bil med letoma 2012 in 2016 predsednik Slovenske unije glasbenih ustvarjalcev – SUGU, v okviru katere je bil aktiven v Državnem zboru, mednarodnem Evropskem združenju avtorjev – ECSA (The European Composer and Songwriter Alliance), Evropskem parlamentu ter Evropski komisiji v Bruslju, Belgija, EU. Hkrati je zagovarjal avtorsko in splošno ustvarjalsko stran pri oblikovanju avtorske zakondaje v Sloveniji (zakoni Zmed, ZASP in ZKUASP), na Ministrstvu za gospodarstvo in Ministrstvu za kulturo, ter pri urejanju razmer na področju glasbenega ustvarjanja. Predsedstvo glasbene unije SUGU je prevzel za Mojmirjem Sepetom in Zoranom Predinom.
Oktobra 2012 je Gjurin postavil slovenske glasbene avtorje na zemljevid Evrope s podpisom pristopne pogodbe k evropskemu združenju glasbenih avtorjev ECSA v Reykjaviku, Islandija. Hkrati je bil povabljen kot delegat RS na avdienco v rezidenco predsednika Islandije Ólafurja R. Grímssona na razpravo o smernicah sodobnih glasbenih strategij manjših evropskih držav. Grímsson je delegatom izpostavil Islandijo kot primer države, ki skrbi za svoje avtorje ter glasbene ustvarjalce nasploh, in ki je v zadnjih 40 letih s dosegla, da je prav glasba četrta največja gospodarska panoga Islandske ekonomije. V času predsedovanja slovenski glasbeni uniji je opravljal pogovore s pristojnimi v Evropskem parlamentu (prim. s predsednico Odbora za kulturo in izobraževanje v EU Doris Pack itd.) ter pri Evropski komisiji, v okviru resorja za evropsko avtorsko politiko in zakonodajo v EU. Preko teh aktivnosti se je neposredno seznanjal z evropskimi smernicami razvoja glasbene industrije ter na njih opozarjal na razpravah v Državnem zboru, odborih in ministrstvih. Ena ključnih usmeritev evropske glasbene politike naj bi bila ustanovitev ene same evropske kolektivne organizacije pod vodstvom glasbenih multinacionalk, zato da bi se pod pocenil transfer pravic med EU in ZDA. Posledično naj bi avtorji posameznih evropskih članic povsem izgubili nadzor nad organizacijami v lastnih državah, čemur je Gjurin v DZ ostro nasprotoval.
Leta 2013 je Državnemu zboru RS Gjurin predložil prek 2000 zbranih peticijskih podpisov glasbenikov v podporo Belemu revitalizacijskemu planu, ki sta ga podpisala Gjurin (predsednik SUGU) in Domen Gracej (predsednik Glasbenega foruma GF). Plan, podprt s peticijami, je Vladi RS in vsem pristojnim ministrom predlagal čimprejšnjo reorganizacijo slovenske glasbene krajine skozi 13 točk, ki so obsegale med drugimi zakonsko pridobitev samostojnosti izvajalske pravice v RS, zakonsko ločitev glasbenikov od založb in ukinitev Zavoda IPF, ki ga upravljajo založbe, zakonsko legitimnost promocijskih skladov za sofinanciranje glasbene ustvarjalnosti s strani kolektivnih organizacij (SAZAS, Zavod IPF) v višini 10% zbranih sredstev, premestitev upravljanja glasbeniških pravic in pisanja avtorske zakonodaje z Ministrstva za gospodarstvo na Ministrstvo za kulturo in druge.
Za časopis Dnevnik je pojasnil, da se zavzema, da bi izvajalci končno dobili pravice, ki jih namesto njih uveljavljajo založbe ter da so z glasbeniki podpisali peticijo, ki podpira oblikovanje nove izvajalske organizacije, ki bi bila ločena od založb, češ da z založbami glasbeniki nimajo skupnih interesov. Dodal je, da v Zavodu IPF glasbeniki nimajo možnosti ustreznega upravljanja ter da revitalizacijski plan razume med drugim kakor boj proti glasbenim multinacionalkam na evropskem nivoju. Vodstvo Zavoda IPF je (preko napada na Državni zbor) na zahtevo glasbenikov po osamosvajanju odgovorili s kazenskimi ovadbami proti Gjurinu in Graceju ter ju javno obtožile ponarejanja peticij, ki podpirajo Beli revitalizacijski plan, čeprav so bile vodstvu Zavoda IPF (mdr. predsedniku sveta glasbenih izvajalcev Zavoda IPF Boštjanu Dermolu) peticije preliminarno predložene v njihovem izvirniku.
Peticije je v uradnem postopku pregledal policijski Nacionalni preiskovalni urad NPU, ki ni ugotovil nobenih nepravilnosti ali zlorab. Proti Gjurinu se nikoli ni vodil noben kazenski ali pravni postopek, nasprotno: NPU je ugotovil, da je šlo za krivo ovadbo s strani vodstva Zavoda IPF in njegovega direktorja, Gregorja Štibernika, kar se je potrdilo tudi na Državnem tožilstvu RS skozi predloženi sodni spis. Policija je naknadno izdala tudi uradno listino, da je vseh 2037 podpisov originalnih oz. istovetnih ter da se proti Gjurinu nikoli ni vodil noben kazenski ali drug pravni postopek. Gjurin je na napade in blatenje imena proti določenim medijem (npr. Portal Plus, v lasti Lea Oblaka) ter posredno vodstvu Zavoda IPF odgovoril s tožbami ter jih tudi dobil, tako na ljubljanskem okrožnem, kakor na višjem sodišču v Ljubljani.
Decembra 2013 je na Ministrstvu za kulturo potekalo srečanje Stati in obstati med glasbenimi ustvarjalci, ministrom Urošom Grilcem kot mediatorjem in osrednjimi medijskimi hišami ter njihovimi direktorji (POP TV, RTV Slovenija, Infonet Media d.d. itd.). Minister je bil strani glasbenikov obveščen o mačehovskem odnosu medijev do slovenske glasbene ustvarjalnosti in slovenskega jezika, svoja mnenja pa so ministru poleg Gjurina (SUGU) javno podali še Pero Lovšin (ZAPIS), Adi Smolar, organizator srečanja Tomaž Grubar, Domen Gracej (Glasbeni forum GF), Severa Gjurin (Sindikat glasbenikov Slovenije SGS), Miha Guštin, Andrej Kregar (VPK), Jože Potrebuješ, Jure Robežnik in drugi. Kljub prisotnosti ministra so predstavniki medijskih hiš zapustili srečanje.
Januarja 2014 je bil Beli revitalizacijski plan za spodbujanje slovenske glasbene ustvarjalnosti s strani Gjurina in glasbenika Igorja Leonardija podrobno predstavljen tudi Nacionalnemu svetu za kulturo NSK na seji Ministrstva za kulturo. Hkrati je Gjurin NSK-ju predstavil in predal tudi pisna osebna mnenja vidnejših slovenskih glasbenih ustvarjalcev ter podrobno finančno analizo hitro propadajočega kulturnega glasbenega trga v RS zaradi neustrezne zakonodaje na več področjih (prodaja nosilcev zvoka, uveljavljanje avtorskih in izvajalskih pravic, koncertna dejavnost ipd.). Ob Evropskih volitvah poleti 2014 je Gjurin uspel pridobiti tudi soglasja večine kandidatov za evropske poslance za samostojnost izvajalske pravice ter njihovo podporo posredoval premieru dr. Miru Cerarju in novi 12. Vladi RS.
Aprila 2015 je Slovenska tiskovna agencija STA organizirala odmevno javno okroglo mizo, kjer je Gjurin, skupaj z Ivom Svetino, predsednikom Društva pisateljev DSP, ter ekonomistom prof. Markom Hočevarjem, podal mnenje glede stanja v slovenskem glasbenem polju, in sicer da bi država morala v prvi vrsti poskrbeti skozi zakonodajo za ustrezne pogoje dela ter za dostojanstvo ustvarjalcev. Dodal je, da določen vpogled v delovanje kolektivnih organizacij glasbeniki sicer imajo, a ne pri vseh kolektivnih organizacijah v zadovoljivi meri. Spomnil je, da Urad RS za intelektualno lastnino (UIL) ne zna brati poročil kolektivnih organizacij ter da zato tudi ne opazi, kje in kako se vse izgublja glasbeniški denar, ki pa ga ni malo. Hkrati je pozval je k analizi trga, ki ji naj sledi jasna usmeritev zakonodaje, ki bi urejala področje delovanja kolektivnih organizacij. Gjurin je še opozoril, da politiko obvezujoča Evropska direktiva 26/2014, povečuje nadzor avtorjev in izvajalcev nad delovanjem kolektivnih organizacij, kar je po njegovem mnenju dobrodošlo, saj so glasbeniki primarni upniki, uporabniki, ustanovitelji in lastniki kolektivnih organizacij. Po njegovem prepričanju je tudi pomembno, da avtorji ostanejo izvorni imetniki pravic, ne pa založbe, ter da naj bodo izključno glasbeniki tisti, ki naj nadzorujejo delovanje kolektivnih organizacij, saj jim to nova evropska direktiva omogoča v večji meri kot do tedaj.
Leta 2015 in 2016 so na pristojnih ministrstvih, Državnem zboru in Državnem svetu ter na parlamentarnih odborih potekala pogajanja in zakonodajna usklajevanja okrog novo nastajajoče avtorske in medijske zakonodaje ter implementacije Evropske direktive 26/2014 v slovenski pravni red na avtorskem področju. V okviru te implementacije je Gjurin organiziral široko koalicijo, imenovano AVNEKO (AV-torji, NE-profitnost, KO-lektivnost), sestavljeno iz 17-ih različnih deležnikov različnih smeri in interesov: Sindikat glasbenikov Slovenije – SGS, Slovenska glasbena unija – SUGU, Društvo slovenskih skladateljev – DSS, Društvo slovenskih pisateljev – DSP, Društvo slovenskih književnih prevajalcev – DSKP, Javni sklad za kulturne dejavnosti – JSKD, Združenje kulturnih domov in ustanov Slovenije – KUDUS, Zveza kulturnih društev Slovenije – ZKDS, Zveza prijateljev mladine Slovenije – ZPMS, GIZ neodvisnih avdio-vizualnih producentov – SNAVP, Zveza neodvisnih glasbenih založnikov Slovenije – NGZS, Združenje za privatno reproduciranje – ZAPIS, Združenje glasbenih avtorjev – SAZAS, Združenje avtorjev in založnikov za pravice reproduciranja – SAZOR, Združenje avtorjev Slovenije – ZAMP, Glasbeni forum – GF ter Glasbena mladina Slovenije – GMS. Koalicija AVNEKO je interesno zastopala ustvarjalce na več umetniških področjih, hkrati pa humanitarne, dobrodelne in izobraževalne organizacije ter kolektivne organizacije, ki skrbijo za izplačevanje pravic ustvarjalcem. Ena od osnovnih Gjurinovih usmeritev je bila, da se dobrodelne in humanitarne prireditve oprostijo plačevanja avtorskih pravic. Hkrati se je zavzel proti monopolom kolektivnih organizacij in za možnost, da se lahko naredijo druge organizacije, ustreznejše za glasbenike. Kljub predloženim pravnim mnenjem in razpravam je bil zakon ZKUASP pod Ministrom za gospodarstvo Zdravkom Počivalškom predlagan in sprejet brez upoštevanja predlogov koalicije AVNEKO. Zakon po mnenju avtorjev ni ustrezno implementiral Evropske direktive 26/2014, hkrati pa naj bi razlastninil avtorje.
Po prenehanju mandata predsednika glasbene unije SUGU leta 2016 se je Gjurin posvetil izključno glasbenemu in literarnemu ustvarjanju, predvsem v Kanadi in od leta 2020 ponovno aktivno tudi v Sloveniji in EU.

## Poezija
Gal Gjurin spada v najmlajšo pesniško generacijo. Njegova poezija je objavljena v literarnih revijah Literatura, Nova revija, Dialogi, Apokalipsa, Mentor, Asskalla, kot avtor pa je zastopan v antologijah slovenske poezije Mi se vrnemo zvečer: Antologija mlade slovenske poezije 1990-2003 (zal. Beletrina, Študenstska založba, 2004; uredil prof. Matevž Kos, Filozofska fakulteta, Ljubljana) in v V tebi se razraščam: Antologija slovenske erotične poezije (zal. Mladinska knjiga, 2008, uredila prof. Alojzija Zupan–Sosič, Filozofska fakulteta v Ljubljani). Gjurinova poezija je prevedena v osem jezikov: angleščino, nemščino, francoščino, češčino, srbščino, hrvaščino, slovaščino, italijanščino. Njegove pesmi so del hrvaške izdaje antologije Vraćamo se uvečer: Antologija mlade slovenske poezije 1990-2003, Hrvatsko društvo pisaca, Zagreb, 2006.
Leta 2000 je v okviru nacionalnega literarnega srečanja Javnega sklada za kulturne dejavnosti RS, na katerem je sodelovalo prek 400 poklicnih in ljubiteljskih avtorjev proze in poezije, prejel dvojno prvo nagrado (predsednik komisije Vlado Žabot). Po tem uspehu se je posvetil predvsem objavam v literarnem revijalnem tisku in nastajanju bolj celovitega literarnega dela.
Pesniška zbirka Mesto (Mondena, 2002) je Gjurinov literarni prvenec. Gjurin je z njo postal tudi prejemnik nominacije za najboljši knjižni prvenec leta na Slovenskem knjižnem sejmu v Cankarjevem domu leta 2002. Predstavlja združitev poezije in proze, realnega in fantastičnega, niza mestnih zgodb, ki jih uokvirja zgodba o pričakovanju srečanja z dekletom ob mestnem vodnjaku, ki, kakor voda, simbolizira življenje. 27 modernistično zasnovanih pesmi je zapisanih v kratkih, mestoma pa tudi zelo dolgih verzih in temu je prilagojen tudi kvadratni format knjige, ki jo je v minimalističnem slogu oblikoval likovnik Ištvan Išt Huzjan.
Pesmi v zbirki Mesto so prvoosebne izpovedi, drugoosebni nagovori ali tretjeosebne pripovedi. Zgodba zbirke je spletena okrog naključnega srečanja subjekta in domnevno njegove nekdanje sošolke ter povabila na rojstnodnevno zabavo, ki pa se ne zgodi. Lirski subjekt pripoveduje o blagajničarki (XII), o moškem, ki zahaja v frizerski salon zaradi frizerke in občutka, ki ga doživi pri umivanju las, o dilemah nakupovanja (XI). Novice iz časopisov, opisi vaških grotesk in duhovno praznih mestnih klubov se osamosvojijo v samostojne zgodbe in pesmi. Lirski subjekt s strehe hiše opazuje mesto in ljudi pod seboj (V), je v privzdignjenem položaju, a še vedno na tleh, gre v trgovino (pesmi IX, XI, XII) ali zvečer v klub, dekle opisuje s perspektive voajerja, prepusti se kreiranju domišljije. Mestoma se v besedilu pojavijo elementi iz glasbenega sveta (ritem, beat, trobenta, harmonikaš, violinist ipd.)
Kritiški odziv na knjigo je bil pozitiven. Peter Kolšek je v Delu oceno knjige strnil v misel, da je Mesto "ena lepših hiš" v mestecu mlade slovenske poezije. V Dnevniku so zapisali, da gre za samosvojo zbirko, ki jo odlikuje profilirano pisanje, ki ubira manj znana pota znotraj slovenske književnosti, saj gre za pesniški romanček, ki se spogleduje z avantgardo, hkrati pa Gjurin uvaja, poleg liričnosti in močne metaforike, za slovensko literaturo in sploh poezijo netipičen element: zgodbo – ki pa je prej ena prvin severnoameriške poezije.
Knjiga je bila v letih 2002 in 2003 na literarnih dogodkih, festivalih in branjih intenzivno predstavljana skupaj s svobodno improvizirano glasbo, odigrano v živo s strani skupine jazzovskih in etno glasbenikov, iz česar pa se je sčasoma oblikoval Gjurinov nov, samostojni projekt, Projekt Mesto – vezan sprva na obsežnejše glasbene improvizacije ob Gjurinovem živem recitalu knjige Mesto, kasneje pa se projektu kot nova dimenzija pridružila še likovnost ter nova Gjurinova poezija, ki je izhajala v sprotnem revijalnem tisku, tiskovinah za mednarodne literarne festivale, kjer je gostoval kot pesnik, in kasneje v antologijah. RTV Slovenija je v posebni oddaji Pisave predstavila pesniški portret Gala Gjurina skupaj s Tomažem Šalamunom, Alojzem Ihanom, Primožem Čučnikom in Gregorjem Podlogarjem.
Leta 2017 je skozi javna branja na koncertih začel predstavljati nastajajoče esejistično in avtobiografsko obarvano prozno delo Glasba je oblika ljubezni, v katerem Gjurin na mestoma humorni razpravljalni način glasbo povezuje z jezikom, umetnostno zgodovino, fiziko, matematiko, biologijo, kulinariko, sociologijo, svetovno zgodovino ter drugimi družboslovnimi in naravoslovnimi znanostmi, hkrati pa v njej opisuje avtobiografske ali družbenokritične anekdote. V knjigi najdemo tudi Gjurinove originalne kuharske recepte, vezane na posamezne glasbene dure, glede na njegovo osebno sinestetično barvno lestvico.

## Projekt Mesto
"Projekt Mesto" je bil literarno-glasbeni projekt Gala Gjurina, v okviru katerega so nastajale različne umetniške prireditve: glasbene in literarne ter kasneje tudi likovne. Šlo je sprva za spontano skupinsko improvizacijo pesnika in glasbenikov, kasneje pa tudi za performanse pridruženih likovnikov. Sodelovali so večinoma jazzovski glasbeniki Žiga Golob, Lenart Krečič, Boštjan Gombač, Dejan Lapanja, Janez Dovč, Gašper Peršl, Bor Zakonjšek, Matej Šetinc, Andraž Mazi, Sašo Gačnik, Ivan Šček, Nikola Matošič, Igor Matkovič, Jani Moder, Vesna Zornik, Klemen Kotar, Zoran Škrinjar, Vito Marenče, Frode Barth, Aljoša Jerič, Jaka Batič in Blaž Celarec ter modna oblikovalka Ana Malalan, fotografinja Polona Makovec, slikar Ištvan Išt Huzjan, Severa Gjurin kot likovnica, plesalka Sandra Đorem ter arhitekt Aleks Lužnik.
Projekt Mesto je deloval pod Gjurinovim motom Sestavi umetnost − sestavi se, in je konceptualno nasprotoval postmodernizmu ter skušal skozi eksperiment s sestavljanjem različnih umetnostnih panog sestaviti novo, s preteklostjo neobremenjeno umetnost. Koncept sestavljanja je Gjurin deloma naslonil na nemška pesnika in filozofa Johanna Herderja in Friedericha Schillerja, ki sta napovedala razkroj umetnosti, kar se je v skrajni točki modernizma v 60-ih in 70-ih letih prejšnjega stoletja tudi zgodilo, hkrati pa sta napovedala ponovno sestavljanje razpadle umetnosti. Za Gjurina postmodernizem, ki se ukvarja s parafraziranjem in ponavljanjem že znanega in ga odlikujejo zaprtost, cinizem, literatura teorij zarot in nihilizem, pomeni le prehodno stanje oz. frustracijsko fazo umetnosti in umetnikov po končnem modernističnem razpadu. S tega stališča je Gjurinovo sestavljanje umetnosti v okviru Projekta Mesto ter kasnejše spajanje glasbenih žanrov v njegovi glasbi nazaj v nove, svobodne smiselne umetniške celote, logično.
S poudarkom na Gjurinovem recitativu poezije je projekt doživel premiero v Teatru Gromka v Ljubljani na Metelkovi februarja 2002, v istem letu pa še okoli 40 ponovitev v klubih, knjižnicah, literarnih dogodkih in srečanjih Društva slovenskih pisateljev DSP, jazzovskih in drugih festivalih ter dvoranah kulturnih domov. Dogodek je vsakokrat doživel drugačno materializacijo, saj se je glasbena zasedba stalno spreminjala in prilagajala koncertnim prizoriščem. V časopisu Delo so eno teh materializacij Projekta Mesto leta 2002 opisali kot tesno simbiozo med pesnikom in glasbeniki, kjer glasba ni bila zgolj podlaga poeziji, temveč je skupaj z njo zaživela kot celota, obenem pa, da se je Gjurin, ki je na oder stopil v pisani baretki, izkazal za odličnega in duhovitega interpreta ter da bi bilo posnemanje njegovega beatniškega koncepta nesmiselno. Delo je leta 2003 poročalo o Projektu Mesto kot o domišljenem zlitju improvizacije virtuoznih glasbenikov in Gjurinove poezije, ki jo je podkrepil ozvočen šivalni stroj in modna oblikovalka, ki je v živo izdelovala majice z logom Projekta Mesto ter jih metala med številno občinstvo, ki je energičen nastop pozdravilo z velikim navdušenjem.
V okviru projekta so izšli trije albumi: Mesto in mesto (2002), Ivanova vrnitev (2003) in Minute? (2003). O odnosu med poezijo in glasbo na albumih Mesto in Mesto ter Minute? je prof. Irena Novak Popov (Filozofska fakulteta v Ljubljani) v reviji Jezik in slovstvo zapisala, da se je poezija vedno bolj pričela umikati glasbi, hkrati pa, da se Gjurinov glas skozi recital kot zvočni element vključuje v improvizacije, ki ne krnijo semantike, pač pa v njej poudarjajo emocije dolgočasja, naveličanosti, razočaranja, in ki se prav zato zdijo pristnejše. Dodala je, da govor postaja šepetajoč ali modificiran z elektronsko obdelavo (megafonom) oz. glede na glasnost inštrumentov postavljen v ozadje ter da je le v pesmi "Sale" pesem interpretirana tako zanosno in dinamično, da preglasi inštrumente. Projekt je pridobil glasbeno težo v letu 2003, ko se je na odrskih nastopih Gjurin začel vključevati v dolge glasbene improvizacije tudi kot multiinštrumentalist, ne le kot osrednja pesniška figura, kar je kasneje rezultiralo tudi v svobodno improviziranem studijskem albumu Ivanova vrnitev, kjer poezije ni več slišati in glasba prevzame celotno iniciativo.
Leta 2003 se je pesniku in skupini glasbenih improvizatorjev pridružila tudi likovnost, ki je temeljila predvsem na podajanju tematskosti posameznega performansa oz. koncerta ("mestno kosilo" (kuhanje pod odrom v živo), "mestna opravila" (košnja trave med koncertom), "mestna spalnica" (nastop glasbenikov v spalnih srajcah), "mlada mestna ljubezen" (beljenje stanovanja na odru), "mestna pralnica" (pranje perila med koncertom z ozvočenim pralnim strojem) itd.. Za izvedbo likovnega dela projekta so skrbeli modna oblikovalka Ana Malalan, slikar Ištvan Išt Huzjan, Severa Gjurin (v vlogi likovnice in pevke) in arhitekt Aleks Lužnik. Vsi likovniki so sodelovali tudi pri živih performansih. Na Festivalu Lent 2003 so, tako so zapisali v časniku Večer, v zapuščeni Minoritski cerkvi izvedli večji arhitekturno obarvan performans, pri katerem je bil glasbeni oder razdeljen na pol in spominjal na nadstropje stanovanjskega bloka, medtem ko so bili pesnik in glasbeniki vidni le skozi nekakšno okno, skriti pred občinstvom. V sosednji, publiki vidni "sobi", je mlad par belil stene, zraven sta packala barvo drug po drugem, plesala, sproščeno kadila, pila in se zabavala. Poudarili so, da domiselna in zabavna predstava Projekta Mesto z združevanjem raznorodnega še nagrajuje posamezne elemente, ki bi lahko povsem zadovoljivo funkcionirali sami zase.
V začetku leta 2004 je Gjurin usmeril Projekt Mesto skozi namensko posnete videospote na glasbene lestvice takratnih osrednjih glasbenih TV oddaj. Videospot za skladbo "Beat, beat" v Huzjanovi režiji, ki obsega ob recitalu uglasbljene pesmi št. XIII in XV iz zbirke Mesto, v glavni vlogi Špela Brecelj, je na prvem mestu RTV SLO Videospotnic vztrajal 12 tednov. Šlo je za svojevrsten precedens, ki je pokazal, da lahko v kontekstu lestvice popularne glasbe uspešno eksistira tudi poezija, če je le ustrezno predstavljena. Po "Beat, beat" se je aprila 2004 na lestvicah pojavil nov videospot, za skladbo "Sale", režija Luka Leskovšek, posnet na vlaku in železniških postajah v Ljubljani in Zagrebu. Projekt Mesto je prenehal delovati poleti 2004, ko ga je nadomestil nov avtorski Gjurinov projekt Olivija, ki je združil izbrane glasbenike iz Projekta Mesto, Severo Gjurin v vlogi glavne pevke ter Gjurinovo poezijo in glasbeno avtorstvo, skozi skladbe, pisane iz ženske perspektive za altovski glas Gjurinove sestre.

## Diskografija
Izbrani nosilci zvoka (albumi)
- Gal Gjurin & Severa Gjurin − Srčno, v živo, 2020 (Diskografska hiša HAD; vloga: nosilec projekta, glasbeni producent, avtor, izvajalec, založnik) [71]
- Gal George Gjurin − C, dvojni studijski album, 2020 (Osh Publishing Canada, Kanada; vloga: nosilec projekta, glasbeni producent, avtor, izvajalec, založnik) [72]
- Severa Gjurin – Ali je še kaj prostora?, 2020 (Diskografska hiša HAD; vloga: glasbeni producent, so-avtor, izvajalec, založnik) [73]
- Vlado Kreslin – Greatest hits collection, 2019 (Croatia Records, Hrvaška; vloga: glasbeni producent, soavtor, izvajalec) [15]
- Vlado Kreslin – Kaj naj ti prinesem, draga?, 2019 (Založba Kreslin; vloga: glasbeni producent, soavtor, izvajalec) [74]
- Milan Kreslin – Milan Kreslin, 2018 (Založba Kreslin; vloga: glasbeni producent, soavtor, izvajalec) [75]
- Breda Smolnikar – Si dekle ali si žena: izključno za starejše, govorjena proza na digitalnem nosilcu zvoka (USB v samostojni knjižni publikaciji), 2016 (Diskografska hiša HAD; vloga: studijski in izvršni producent, založnik) [76]
- Gal Gjurin in Temna godba – Temna godba, 2015 (Diskografska hiša HAD; vloga: nosilec projekta, glasbeni producent, avtor, izvajalec, založnik) [77]
- Vlado Kreslin – Če bi midva se kdaj srečala, 2015 (Založba Kreslin; vloga: glasbeni producent, soavtor, izvajalec, končna zvočna podoba) [14]
- Čedahuči – Severnica; zgodbe o odhajanju, 2014 (Diskografska hiša HAD; vloga: glasbeni producent, soavtor, izvajalec, založnik) [78]
- Nina Pušlar – Nekje vmes, 2014 (samozaložba; vloga: soavtor) [79]
- Čedahuči – Singli, 2014 (Diskografska hiša HAD; vloga: glasbeni producent, založnik) [80]
- Gal Gjurin in simfonični orkester Cantabile – Cantabile, dvojni album v živo, 2014 (Diskografska hiša HAD; vloga: nosilec projekta, glasbeni producent, avtor, izvajalec, založnik) [81]
- Vlado Kreslin – Čarobnice, trojni album, 2013 (Založba Kreslin; vloga: glasbeni producent, soavtor, izvajalec in končna zvočna podoba albumov) [16]
- Čedahuči – Čedahuči EP (Prvi spust), 2013 (Diskografska hiša HAD; vloga: glasbeni producent, soavtor, izvajalec, založnik) [82]
- Gal Gjurin – Val202 Plus! Vol. 3, 2013, (Universal Music Gmbh, Universal Music Slovenia, kompilacija; imetnik pravic Diskografska hiša HAD, vloga: glasbeni producent, avtor, izvajalec, založnik)[83]
- Vlado Kreslin – Umjesto koga roža cveti, 2013 (Dallas Records; vloga: glasbeni producent, soavtor, izvajalec) [84]
- Canegatto – Stanotte creerò un bel ricordo per domani, 2013 (Diskografska hiša HAD; vloga: glasbeni producent, soavtor, izvajalec) [85]
- Gal Gjurin – Duša in telo, dvojni studijski album, 2012 (Diskografska hiša HAD; vloga: nosilec projekta, glasbeni producent, avtor, izvajalec, založnik) [86]
- Severa Gjurin & Borut Činč – Časovne skice, 2012 (Diskografska hiša HAD; vloga: glasbeni producent, založnik) [87]
- Telstar: Od tod do vesolja – Spacebound, 2012 (RTV ZKP; vloga: izvajalec, glasbeni aranžer, glasbeni producent) [88]
- Vlado Kreslin – Cankarjev dom 1992-2011 Live, 2011 (Založba Kreslin; vloga: glasbeni producent, izvajalec) [89]
- Gal Gjurin – Srce, dvojni LP vinil, 2011 (Diskografska hiša HAD; vloga: nosilec projekta, glasbeni producent, avtor, izvajalec, založnik) [90]
- Miha Debevec & Tomaž Rožanec – Izrazi harmonik, 2011 (Dallas Records; vloga: glasbeni producent, avtor, izvajalec) [91]
- Vlado Kreslin – Drevored, 2010 (Založba Kreslin; vloga: glasbeni producent, soavtor, izvajalec) [89]
- Gal Gjurin – Srce, 2009; NKBM edicija (ex. Sedvex; Diskografska hiša HAD; vloga: nosilec projekta, glasbeni producent, avtor, izvajalec, založnik) [92]
- Vlado Kreslin – Cesta; Križišča, Stranpota, ponatis, 2009 (Založba Kreslin; vloga: glasbeni producent, soavtor, izvajalec) [93]
- Olivija – Kjer je toplo, 2009 (Diskografska hiša HAD; vloga: nosilec projekta, glasbeni producent, avtor, izvajalec, založnik) [94]
- Dan D in simfonični orkester RTV Slovenija, dirigent David DeVilliers, 2009 (Križanke, v živo, RTV ZKP; vloga: izvajalec, koncertni gost) [95]
- Gal Gjurin – Srce, 2008 (ex. Sedvex; Diskografska hiša HAD; vloga: nosilec projekta, glasbeni producent, avtor, izvajalec, založnik) [96]
- Vlado Kreslin – Cesta: v živo (Cankarjev dom, 2007), koncertni DVD, 2008 (Založba Kreslin; vloga: glasbeni producent, soavtor, izvajalec) [97]
- Gal in Galeristi – Fetiš Suprême, 2008 (ex. Nika Records; Diskografska hiša HAD; vloga: nosilec projekta, glasbeni producent, avtor, izvajalec, založnik) [98]
- Trkaj – Rapostol, 2007 (Rap Nika; vloga: glasbeni producent, soavtor, izvajalec) [99]
- Vlado Kreslin – Cesta, 2007 (Založba Kreslin; vloga: glasbeni producent, soavtor, izvajalec) [12]
- Gal in Galeristi – Fetiš, 2007 (ex. Nika Records; Diskografska hiša HAD; vloga: nosilec projekta, glasbeni producent, avtor, izvajalec, založnik) [100]
- BAST – Retinal Circus, 2007 (Aksioma/Aldo Ivančič/BAST; vloga: soavtor, izvajalec) [101]
- N'Toko, Gal Gjurin & drugi – Elixiryproslam, 2006 (samozaložba; vloga: glasbeni koproducent, soavtor, izvajalec) [102]
- N'Toko – Dobrodelni koncert ob koncu sveta, 2005 (Rap Nika; vloga: glasbeni koproducent, soavtor, izvajalec) [103]
- Olivija – Brez sramu in brez strahu, 2005 (ex. Nika Records, Diskografska hiša HAD; vloga: nosilec projekta, glasbeni producent, avtor, izvajalec, založnik) [104]
- Olivija – Med moškim in žensko, 2004 (ex. Nika Records; Diskografska hiša HAD; vloga: nosilec projekta, glasbeni producent, avtor, izvajalec, založnik) [105]
- Gal Gjurin in Projekt Mesto – Minute?, 2003 (Statera; vloga: nosilec projekta, glasbeni producent, avtor, izvajalec, založnik) [106]
- Gal Gjurin in Projekt Mesto – Ivanova vrnitev, 2003 (samozaložba; vloga: nosilec projekta, glasbeni producent, avtor, izvajalec, založnik)
- Gal Gjurin – Mesto in Mesto, 2002 (samozaložba, 2002/Diskografska hiša HAD, 2021; vloga: nosilec projekta, glasbeni producent, avtor, izvajalec, založnik)[107]
- El-džabl-džejna – El-džabl-džejna, 2000 (samozaložba; vloga: nosilec projekta, glasbeni producent, avtor, izvajalec, založnik)

## Filmska glasba, glasba za državne proslave, plesne in druge predstave ter dobrodelne kampanje
Izbrana filmska glasba
- Šum Kosovela (dokumentarni film) – režija Marjan Frankovič, RTV Slovenija; "Ekstaza smrti"; vloga: avtor glasbe, izvajalec; 2004/2005 [119]
- Križarka Potemkin – Бронено́сец Потёмкин (celovečerni nemi film) – režija Sergej Eisenstein, 1925/Mosfilm, Pavel Vlasov sekstet, glasba za celovečerni nemi film; vloga: avtor glasbe, izvajalec; Zagrebški filmski festival (ZFF); 2005[120][121]
- Tošl (celovečerni film) – režija Darko Štante, Mladinska integracija ljubiteljev filma; vloga: avtor glasbe, izvajalec, glasbeni producent; 2007;[122]
- Veronika in Friderik (dokumentarno-fikcijski televizijski film) – režija Klemen Dvornik, RTV Slovenija; vloga: avtor glasbe, izvajalec, glasbeni producent; 2008;[123]
- Hit poletja (televizijski film) – režija Metod Pevec, RTV Slovenija, Založba ZKP RTV; vloga: avtor glasbe, izvajalec, glasbeni producent; 2008;[124]
- Dokumentarni film Gal Gjurin in simfoniki Cantabile z gosti (celovečerni dokumentarni film) – režija Jan B. Culiberg; RTV Slovenija/Diskografska hiša HAD; vloga: avtor glasbe, izvajalec, glasbeni producent; 2015;[125]
- Hladna vojna / Zimna wojna (celovečerni film) – režija Paweł A. Pawlikowski  2018; "Srčkov dvoje" / "Dwa serduszka" ("Cold War" – from the Original Motion Picture Soundtrack); (vloga: avtor priredbe, izvajalec, glasbeni producent); 2018;[126]
- "We, the North; Part One – Mi, sever; prvi del": Dokumentarni film o ustvarjanju Gala Georgea Gjurina v Kanadi in ZDA, 1. del (celovečerni dokumentarni film) – 584 Visuals Canada, režija Jan B. Culiberg; RTV Slovenija/Diskografska hiša HAD; vloga: avtor glasbe, izvajalec, glasbeni producent; 2020;[127]
- "We, the North; Part Two – Mi, sever; drugi del": Dokumentarni film o ustvarjanju Gala Georgea Gjurina v Kanadi in ZDA, 2. del (celovečerni dokumentarni film) – 584 Visuals Canada, režija Jan B. Culiberg; RTV Slovenija/Diskografska hiša HAD; vloga: avtor glasbe, izvajalec, glasbeni producent; 2020;[128]
- Zarja (kratki neodvisni film) – režija Kajetana Bevc; vloga: avtor glasbe, izvajalec, glasbeni producent; 2020;[129]

Izbrana glasba za plesne in multimedijske predstave ter dobrodelne kampanje
- Katarza za začetnike (plesna predstava; sodobni ples) – režija Jurij Konjar, glasba Gal Gjurin, Plesni Teater Ljubljana, PTL; 2005;[130]
- Sonce na krilih metulja (multimedijska predstava) – Branko Potočan (koreograf), Stanka Vauda (vodja projekta), Gal Gjurin (glasba in glasbeno vodstvo); Križanke/Elektrarna, Ljubljana; 2006;[131]
- CW (Chinese Whispers) (interaktivni multimedijski projekt) – nosilca projekta Anita Strasser (Velika Britanija/Avstrija) in Adam Ramejkis (Velika Britanija); glasba Gal Gjurin; 1. del (Riga, Latvija, 2006; izveden v Kirkby Gallery, Merseyside, London, Velika Britanija), 2006; 2 del. (Slovenija/Portugalska, MGLC (Mednarodni grafični likovni center, Ljubljana, Slovenija, EU); 2009; 3. del (London, Velika Britanija); 2011;[132]
- Žur za Darfur – dobrodelna prireditev, organizator Tomo Križnar, Festivalna dvorana, Ljubljana, Slovenija, EU; gost Peter Moszynski, Velika Britanija; 2009;[133]
- Osrednja proslava ob Dnevu samostojnosti in enotnosti 2008, Gallusova dvorana, Cankarjev dom, 23. decembra 2008, Ljubljana, Slovenija, EU; vloge: glasbeno vodstvo, avtorska glasba; "Dva, ki ležita", skupaj z zasedbo in Simfoničnim orkestrom RTV Slovenija, prenos v živo, TV SLO 1 in RA SLO 1; 2010;[134]
- Spektr! (mednarodni multimedijski performans), v sodelovanju z Evropsko vesoljsko agencijo – ESA, Kino Šiška, Ljubljana, Slovenija, EU; glasba in glasbeno vodstvo Gal Gjurin (Telstar/Joe Meek; Gregor Strniša); vodja projekta Marko Peljhan (UCLA, California, ZDA); sodelujoči Aljoša Abrahamsberg (AKA Nullo; Slovenija, EU), Matthew Biederman (AKA DelRay; Chicago, Illinois, ZDA), Brian Springer (UCLA, California, ZDA), Konrad Becker (piano; AKA Monoton; Dunaj, Avstrija, EU); 2010;[135]
- Neodvisen.si – nacionalna kampanja proti zasvojenosti (2007-dalje; častni pokrovitelj preds. RS dr. Danilo Türk/Vlasta Nussdorfer/vodja: Bojan Kodelja, Zavod 7, Solkan, Slovenija, EU), 2010; avtor in izvajalec naslovne skladbe kampanje "Nariši nov dan" (z Nino Pušlar in Eldo Viler); 2010;[136]
- Osrednja proslava ob Dnevu državnosti 2010, Trg republike, 24. junija 2010, Ljubljana, Slovenija, EU; častni govornik preds. RS dr. Danilo Türk; vloge: glasbeno vodstvo, avtorska glasba ter orkestralne in zborovske priredbe, dirigent orkestra in 600-članskega mešanega pevskega zbora; prenos v živo, TV SLO 1 in RA SLO 1;2010;[137]